# DR 853 … 871
Zur Triebwagenbaureihe DR 853 … 871 gehören die Fahrzeuge DR 853–861 und DR 866–871. Diese sind die Serienfahrzeuge, die nach der Erprobung der DR 851 bis 852 von der DRG als Dieseltriebwagen mit mechanischem Getriebe nach der schweren Bauart geliefert wurden. Gegenüber den Prototypfahrzeugen gab es besonders äußerlich einige Unterschiede, so dass sie von diesen gesondert beschrieben werden.

## Geschichte
Nachdem sich die DR 851 bis 852 bei der Erprobung bewährt hatten, bestellte die DRG bei der Waggonfabrik Wismar insgesamt 15 Triebwagen der gleichen Konstruktion für den Nebenbahndienst in verschiedenen Gebieten. 
Die Fahrzeuge hatten vom Grundprinzip den gleichen genieteten schweren Wagenkasten, der von den D-Zug-Wagen abgeleitet wurde, den Rahmen und die Antriebsanlage. Gegenüber den Prototypfahrzeugen wurde bei der Serienlieferung die Kopfform geändert (sie war ohne Schräge gestaltet), Innerhalb der Serie kam es zu zahlreichen Varianten, die darauf zurückzuführen waren, dass zu der Zeit gerade die 4. Klasse abgeschafft wurde. Das war der Grund für die große Streuung der Sitzplatzzahl. Der Beschaffungspreis der Fahrzeuge lag 1926 bei 101.550 RM und 1928 bei 122.409 RM.
Während der Bauzeit kam es zu einigen Änderungen bei den Fahrzeugen. So wurde ebenso wie bei den Prototypen der Dieselmotor durch die Type G 4b ersetzt. Für die Führung auf dem vom Maschinendrehgestell abgewandten Führerstand erhielt der Lokführer ein Hörrohr für den Motor. Die Fahrzeuge erhielten Scheibenwischer mit Druckluftantrieb. Auf Grund des hohen Luftverbrauches beim Anfahren bei kurzen Haltestellenabständen wurde bei den Fahrzeugen das Antriebssystem so umgeändert, dass ein Starten des Motors im Leerlauf mit Druckluft und ein Anfahren bei laufendem Motor mit Einrücken der Kupplung möglich war.  Das ging zuungunsten der Beschreibung und Bedienungsvorschrift des Herstellers, dem Triebwagen könne bei verminderter Geschwindigkeit eine größere Zahl von Beiwagen mitgegeben werden. Einige Fahrzeuge erhielten eine Vorwärmanlage für das Motorkühlwasser und eine Kühlwasserstandüberwachung, eine verbesserte Entlüftung im Führerstand und eine zweite Lichtmaschine.

## Nummerierung
Die Fahrzeuge wurden für denselben Verwendungszweck wie die Prototypfahrzeuge eingesetzt, wobei wie bei diesen bis zu zwei Beiwagen mitgegeben werden konnten. Bei der Nummerierung gab es unterschiedliche Varianten; ursprünglich wurden sie beginnend mit der Betriebsnummer 100 und dem Einsatzort bezeichnet, später erhielten sie die bekannten Nummern, beginnend mit 853. Nach dem neuen Bezeichnungsschema der DRG ab 1932 behielten diese Fahrzeuge ihre angestammten Nummern. Es hat demzufolge im Lauf ihres Betriebslebens immer wieder Verwechslungen mit den vierachsigen Triebwagen leichter Bauart (DR 137 000 … 135) gegeben, vor allem, weil die ersten Fahrzeuge von ihnen ebenfalls noch die Nummern 862–864 trugen. Einsatzorte waren die Direktionen Stuttgart, Elberfeld, Mainz, Schwerin und Frankfurt (Oder). Betrieben wurden sie bis Kriegsbeginn. 1940 war kein Fahrzeug mehr für den öffentlichen Verkehr ausgewiesen. Dann wurden sie zu Kriegszwecken verwendet, als deren Folge nach 1945 zehn Fahrzeuge ausgemustert werden mussten.

## VT 65 903
Die Fahrzeuge sollten nach 1947 die neue Baureihe VT 65 mit den Ordnungsnummern ab 900 erhalten. Letztendlich blieben nach 1950 nur zwei Fahrzeuge erhalten. VT 859 gelangte als einziges Fahrzeug zur DB und erhielt dort die Betriebsnummer VT 65 903. Er erhielt eine Antriebsanlage aus der Serie DR 137 000 … 135 mit einem GO 5h-Motor, wodurch die Höchstgeschwindigkeit des Fahrzeuges auf 80 km/h gesteigert werden konnte.  Er wurde 1957 in Braunschweig ausgemustert.
VT 856, 857 und 871 verblieben in der DDR bei der DR, der letzte Triebwagen (856) wurde 1960 in Bitterfeld ausgemustert.

## Erkenntnisse
Der Betrieb mit den Wismar-Triebwagen brachte die Erkenntnis, dass mit den Fahrzeugen, die lediglich die geringe spezifische Leistung von 2,2 kW/t und 60 km/h Höchstgeschwindigkeit besaßen, noch kein Betrieb auf Hauptbahnen möglich war. Das führte bei der Konstruktion der DR 137 000 … 135 zur Überarbeitung des Wagenkastens und zur Entwicklung stärkerer Motoren. Somit waren sie wichtige Erkenntnisträger für die Leichtbauweise im Fahrzeugbau. Die lange Betriebszeit von bis zu 30 Jahren gibt ein gutes Zeugnis über die Konstruktion der Fahrzeuge aus.

## Verbleib
Ein Triebwagen dieser Reihe aus deutschem Bestand ist nicht erhalten geblieben. Fraglich ist, ob ein Antriebskopf eines vierachsigen Dieseltriebwagens mit mechanischer Kraftübertragung noch 1970 für die Ausstellung im Verkehrsmuseum Dresden vorgesehen gewesen war, wozu es aber nicht gekommen ist. Es ist unklar, ob es sich bei diesem Antriebskopf um einen Triebwagen der Reihe DR 137 000 … 135 oder um den 856 handelte, der noch bis 1960 in Bitterfeld lief.
Von diesem Fahrzeug ist weiterhin bekannt, dass es noch 1956 sehr viele Fahrten auf der Delitzscher Kleinbahn AG unternahm.
Ein 1927 für die dänische Skagenbahn gebauter Triebwagen mit der Bezeichnung SB-M1 ist beschädigt erhalten und wurde 2025 von den Eisenbahnfreunden Wismar nach Wismar zurückgeholt.